# Orlando Goñi
Orlando Goñi, nombre artístico de Orlando Cayetano Gogni, (Buenos Aires, Argentina, 20 de enero de 1914 - Montevideo, Uruguay, 5 de febrero de 1945) fue un pianista y director de orquesta de tango. Su período de mayor actividad (la primera mitad de la década de 1940) coincidió con la llamada "Edad de oro" del tango.

## Biografía
Estudió piano con Vicente Scaramuzza, también maestro de Osvaldo Pugliese. Debutó en 1928 en la orquesta de Alfredo Calabró.
En sus primeros años actuó junto a Miguel Caló, Manuel Buzón y Anselmo Aieta. Fue amigo cercano de otro gran músico del tango, el violinista Alfredo Gobbi (hijo), quien le dedicó un tango que lleva su nombre. En la orquesta de Buzón conoció a Aníbal Troilo, con quien se reencontró en 1936 en la orquesta de Juan Carlos Cobián. En 1937 Goñi influyó decisivamente para que Aníbal Troilo formara la orquesta que lo volvió famoso, en la que se desempeñó él mismo como pianista, e impusiera su estilo moderno y "evolucionista".
Orlando Goñi tocó con Troilo durante seis años y participó en 71 grabaciones. En septiembre de 1943 abandonó la orquesta para formar su propio conjunto.
La Orquesta Típica de Orlando Goñi debutó el 1 de diciembre de 1943 en el café El Nacional, con un extraordinario éxito, que convocó a 25000 personas en dos semanas. El diario El Mundo lo denominó entonces como el Mariscal del Tango y Radio Belgrano lo contrató para actuar para la emisora en 1944. Entre los cantantes de la orquesta de Orlando Goñi se destaca Francisco Fiorentino, uno de los más importantes cantantes de tango de todos los tiempos.
En ese momento, cuando Goñi aparecía como uno de los más importantes representantes de la Edad de Oro del tango, falleció cuando contaba apenas 31 años, como consecuencia de los excesos de la vida bohemia, en Montevideo, el 5 de febrero de 1945, en la casa de su amigo el bandoneonista Juan Esteban Martínez.
De su orquesta solamente se conservan cuatro grabaciones en acetato, de mala calidad: Y siempre igual (cantada por Raúl Aldao), Mi regalo (una milonga, única composición original de Goñi, cantada por Osvaldo Cabrera), Chiqué y El taura.

## Estilo e influencia
Orlando Goñi se destacó, principalmente, por su estilo pianístico, caracterizado por un sonido clarísimo, nervioso y milonguero, con una mano izquierda marcando firme los bajos y una derecha de fraseo delicadísimo, comparable al que desarrolló Troilo en el bandoneón. Según Astor Piazzolla (quien tocó junto a él en la orquesta de Troilo), su forma de tocar el piano marcó el sonido de los primeros años de la orquesta de Troilo.
Algunos cultores del género sostienen que Goñi modernizó el tango, inspirándose en Julio de Caro y utilizando elementos del jazz, como la síncopa y el swing, que tomó de Teddy Wilson. En las discusiones sobre tango suele elogiarse a un músico diciendo que su sonido es "moderno" o "evolucionista", pero en realidad, esta "modernidad" del sonido de Goñi es bastante cuestionable, si la comparamos con otros exponentes más arriesgados del género, como Astor Piazzolla o Eduardo Rovira. Sin embargo, el estilo de Piazzolla, en la opinión de los auténticos tangueros rioplatenses, ya deja de ser tango y pasa a ser otra cosa, música ciudadana le mencionaron algunos, por lo cual Goñi estiliza y profundiza el arte del tango, sin alejarlo de otras influencias.
Tampoco es posible afirmar tajantemente que Goñi tomó la síncopa de Teddy Wilson, ya que varias agrupaciones ya utilizaban acompañamientos sincopados desde la década de 1930 (como la de Julio de Caro).

## Memoria
En 1949, Alfredo Gobbi, en su memoria, compuso el tango Orlando Goñi, que fue grabado por la orquesta del mismo Gobbi y, posteriormente, por las de Aníbal Troilo y Osvaldo Pugliese, entre otras.